# Đường Piotrkowska

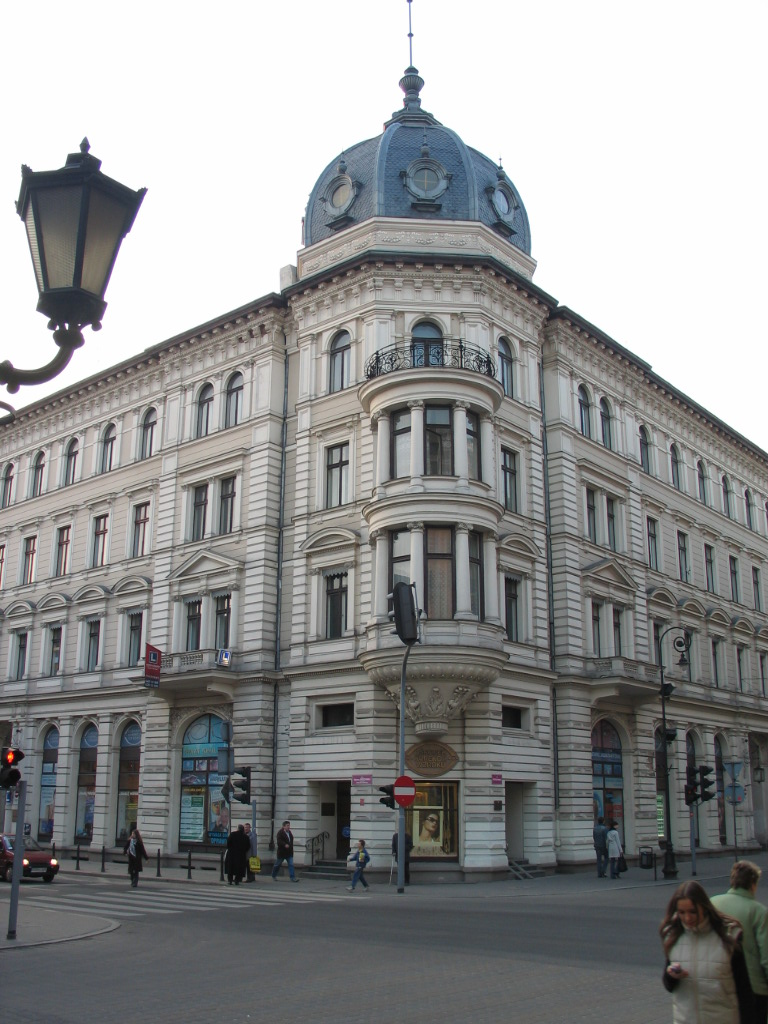
Tòa nhà lịch sử của gia đình Scheibler

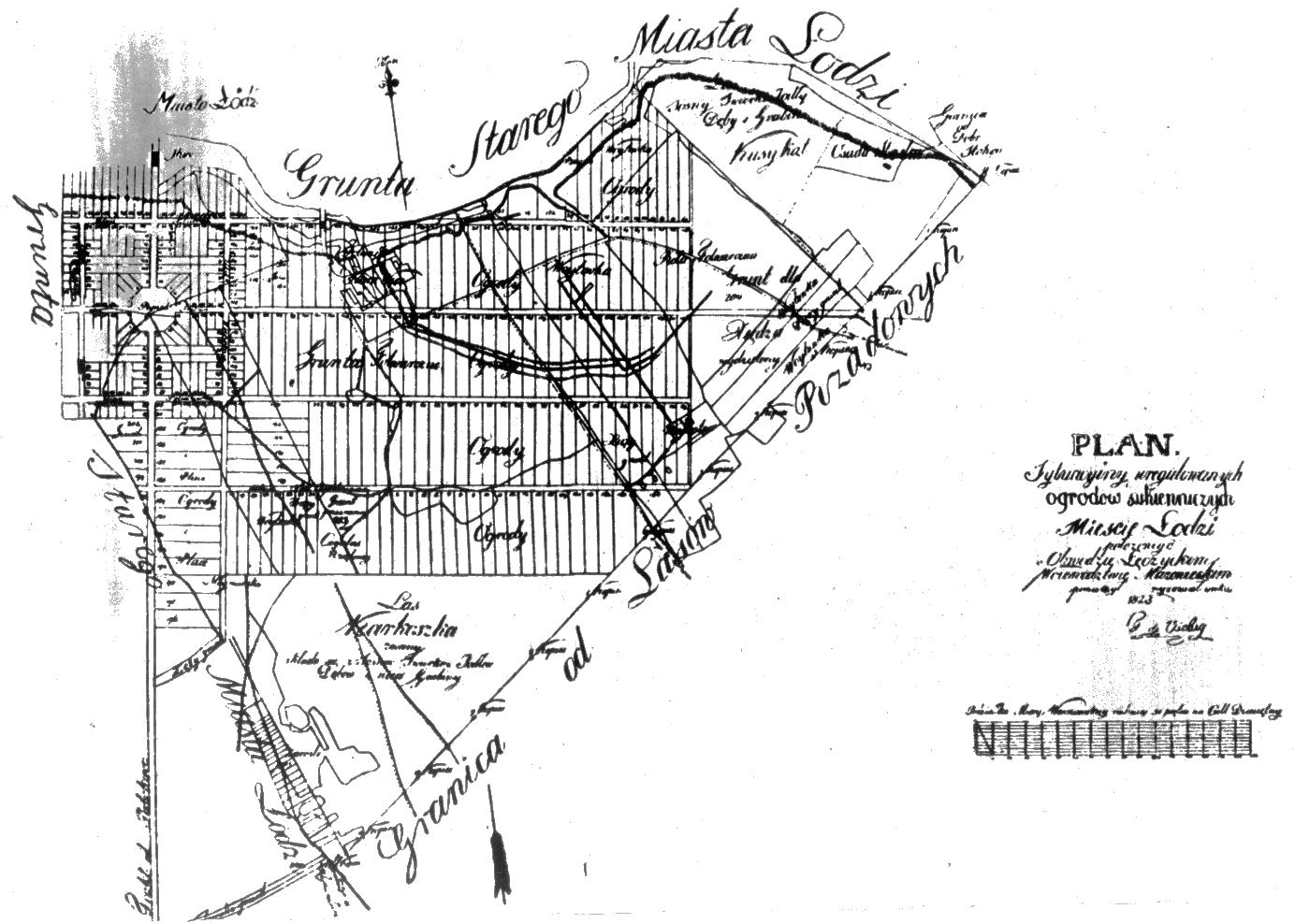
Bản đồ thành đường, 1823

Đường Piotrkowska (tiếng Ba Lan: ulica Piotrkowska), đường giao thông chính của Łódź, Ba Lan, là một trong những con đường thương mại dài nhất ở châu Âu, với chiều dài khoảng 4,2 km. Đây là một trong những điểm thu hút nhiều khách du lịch của thành phố. Nó chạy dọc theo đường thẳng giữa Quảng trường Tự do (Plac Wolności) và Quảng trường Độc lập (Plac Niepodległości). Ngay từ đầu, con đường này đã là trục trung tâm. Thành phố phát triển hơn ở khu vực xung quanh trục này. Lúc đầu, thành phố chủ yếu là đường cao tốc, nhưng sau đó, nó đã đổi thành con đường trung tâm giải trí và mua sắm của thành phố, nơi có thể quan sát được sự phát triển từng ngày. Đường xuống cấp rõ rệt sau Thế chiến II. Chỉ sau năm 1990, nó được hồi sinh từng bước và thay đổi thành một khu phố dành cho người đi bộ. Nó có chức năng tương tự như một quảng trường chợ của các thị trấn cổ ở các thành phố khác. Ngày nay, các tòa nhà, quy hoạch thị trấn, tổ chức, nhà hàng, câu lạc bộ và quán rượu nằm cạnh con đường này, tạo ra bầu không khí đặc trưng của nó.

## Hôm nay

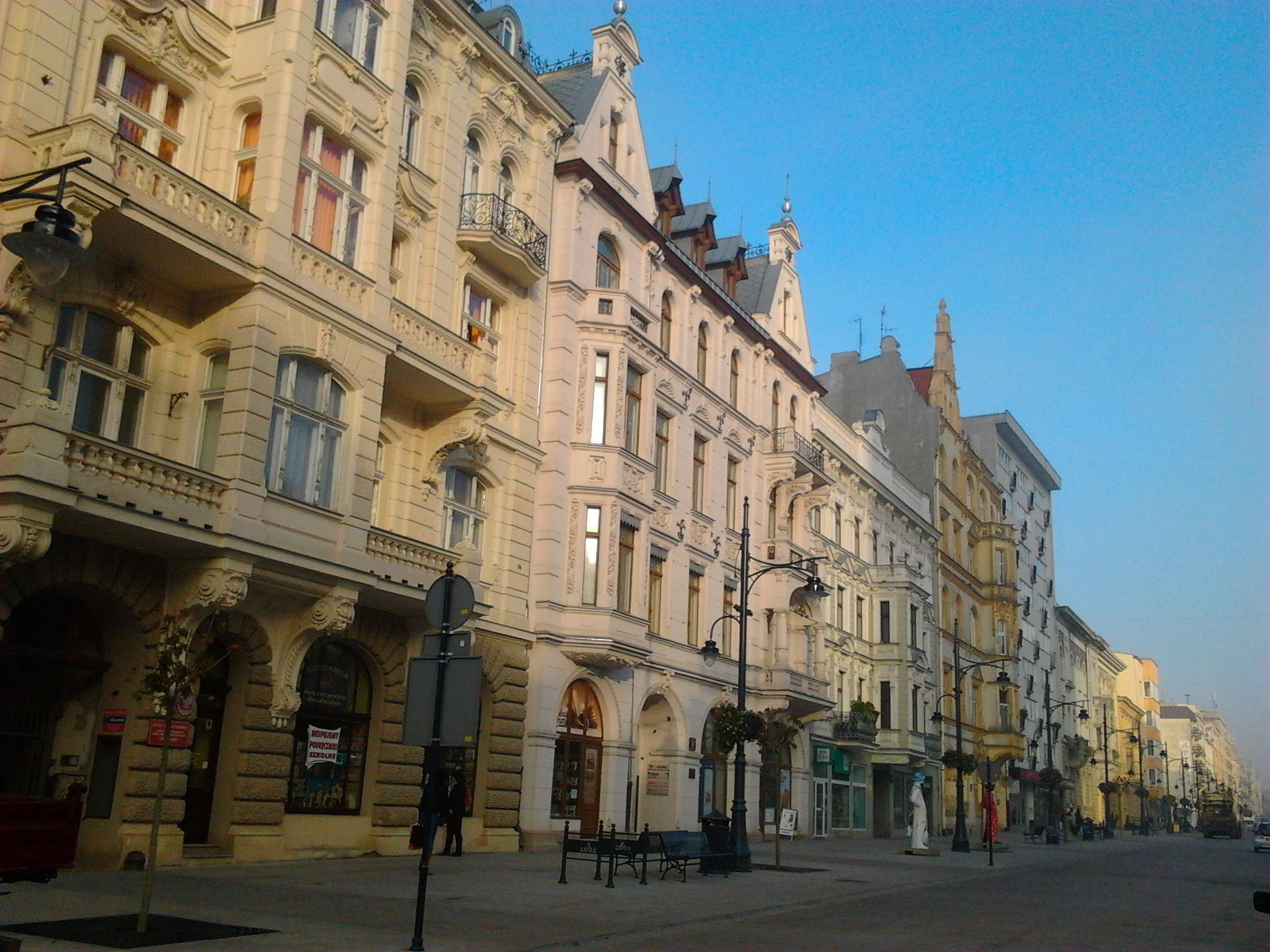
Quang cảnh hiện đại của đường đường với các tòa nhà chung cư đầy màu sắc

Ngày nay, đường Piotrkowska là khu phố trung tâm của Łódź. Ở đây, gần đó, hầu hết tất cả các văn phòng hành chính, ngân hàng, cửa hàng, nhà hàng và quán rượu quan trọng nhất đều có mặt. Hầu hết các sự kiện, tiệc ngoài trời, diễu hành và lễ kỷ niệm chính thức, được tổ chức bởi thành đường Łódź, đều được diễn ra ở đây.

### Łódź Đại lộ Danh vọng

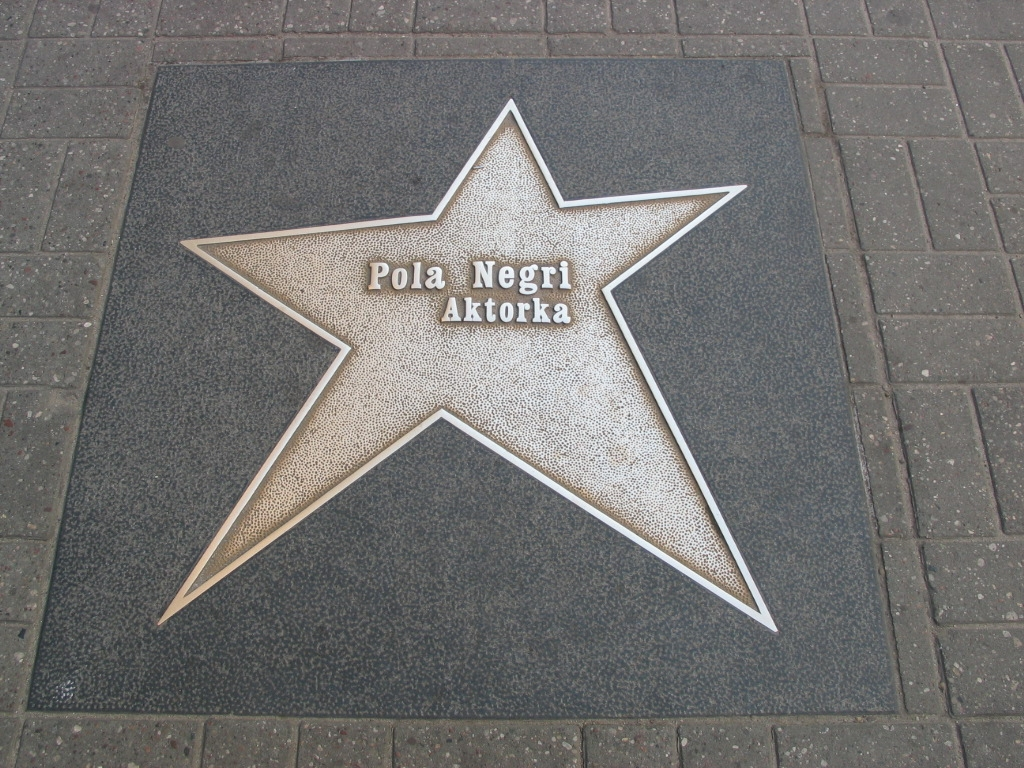
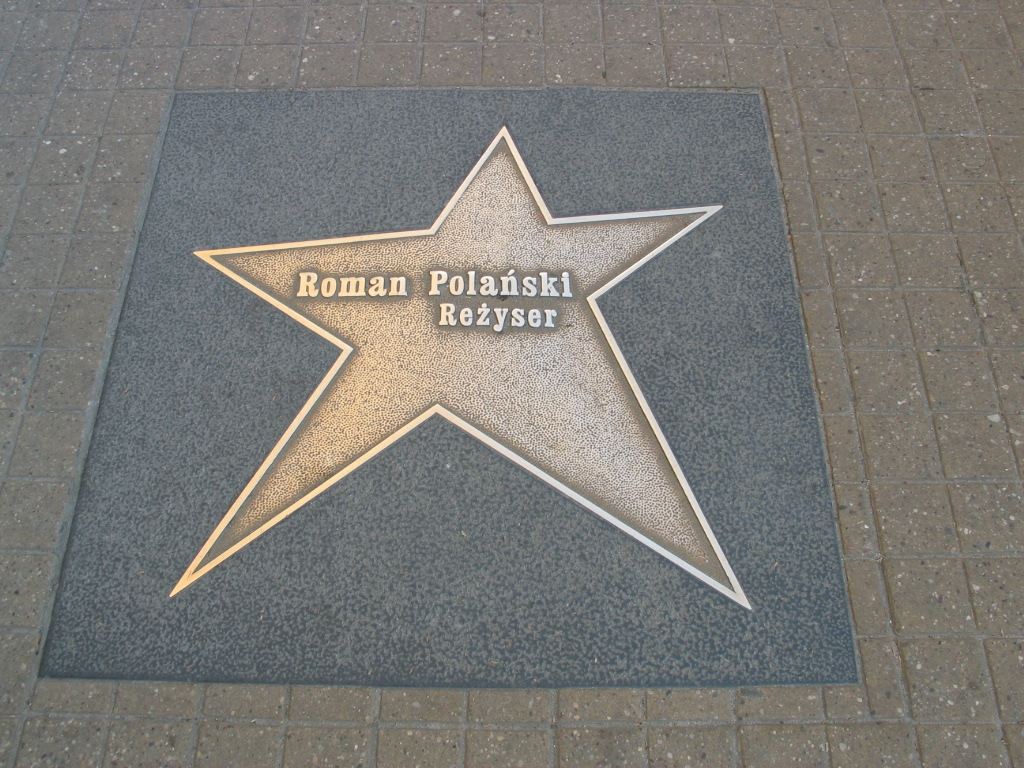
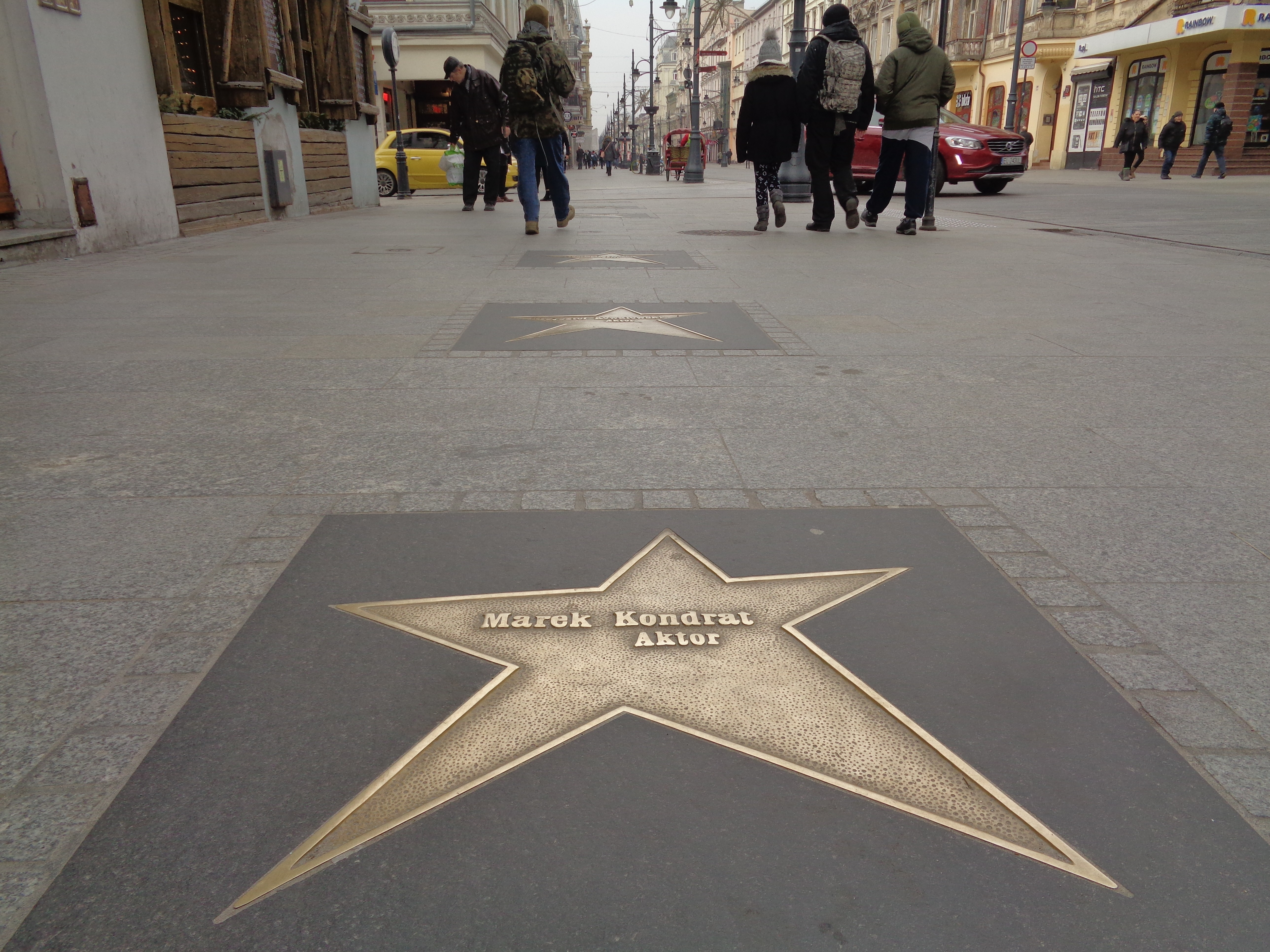
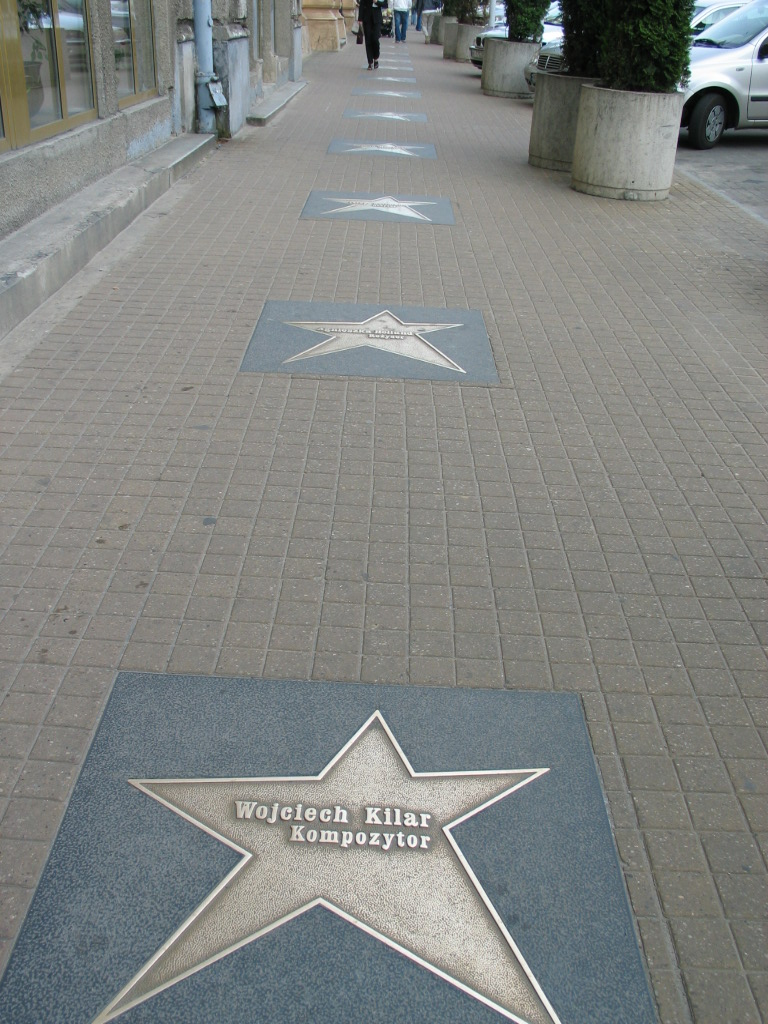
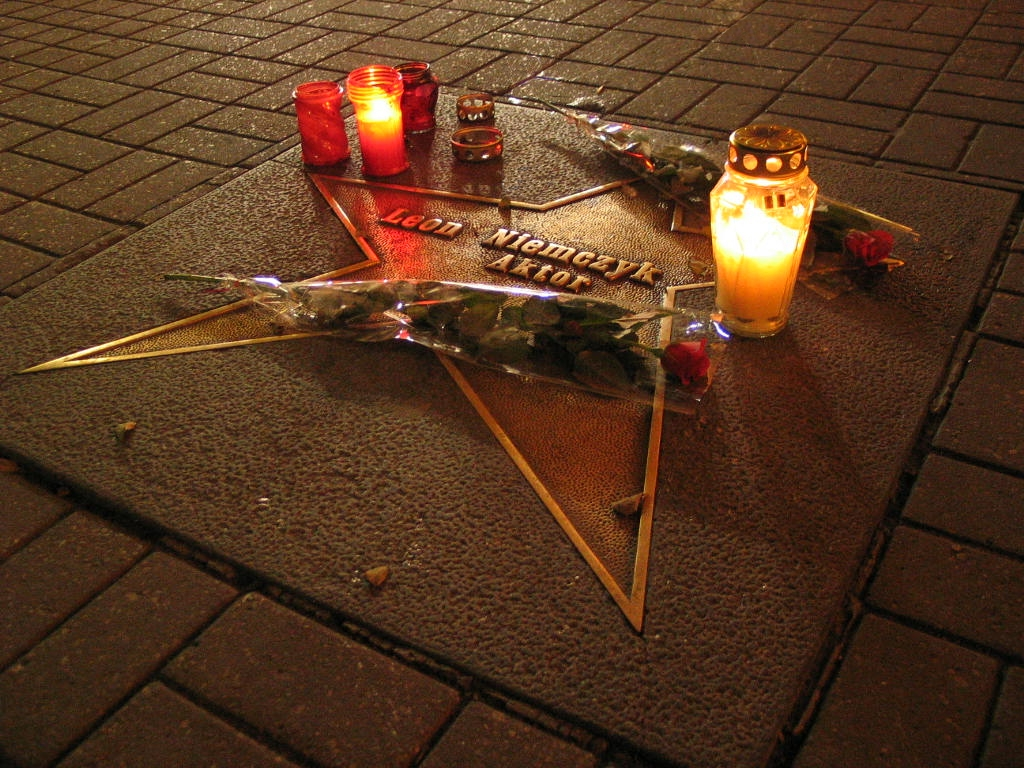

Đại lộ danh vọng (pl) trên đường phố Piotrkowska, được thiết kế bởi Andrzej Pągowski vào năm 1998, ở hai bên của Piotrkowska: bên ngoài khách sạn Grand và phía bên kia đường, bao gồm: Roman Polański, Pola Negri, Jadwiga Andrzejewska, Jerzy Antczak, Stanisław Bareja, Zbigniew Cybulski, Jacek Fedorowicz, Aleksander Fogiel, Aleksander Ford, Janusz Gajos, Wojciech Jerzy Has, Piotr Hertel, Jerzy Hoffman, Agnieszka Holland, Gustaw Holoubek, Krystyna Janda, Stefan Jaracz, Kazimierz Karabasz, Jerzy Kawalerowicz, Krzysztof Kieślowski, Wojciech Kilar, Edward Kłosiński, Bogumił Kobiela, Marek Kondrat, Krzysztof Kowalewski, Witold Leszczyński, Tadeusz Łomnicki, Jan Machulski, Juliusz Machulski, Janusz Majewski, Roman Mann, Janusz Morgenstern, Andrzej Munk, Leon Niemczyk, Daniel Olbrychski, Cezary Pazura, Franciszek Pieczka, Wojciech Pszoniak, Włodzimierz Puchalski, Stanisław Różewicz, Zbigniew Rybczyński, Jan Rybkowski, Andrzej Seweryn, Piotr Sobociński, Witold Sobociński, Bogusław Sochnacki, Władysław Starewicz, Allan Starski, Danuta Szaflarska, Jerzy Toeplitz, Beata Tyszkiewicz, Andrzej Wajda, Jerzy Wójcik, Zbigniew Zamachowski, Krzysztof Zanussi, and Zbigniew Zapasiewicz..

## Thư viện ảnh

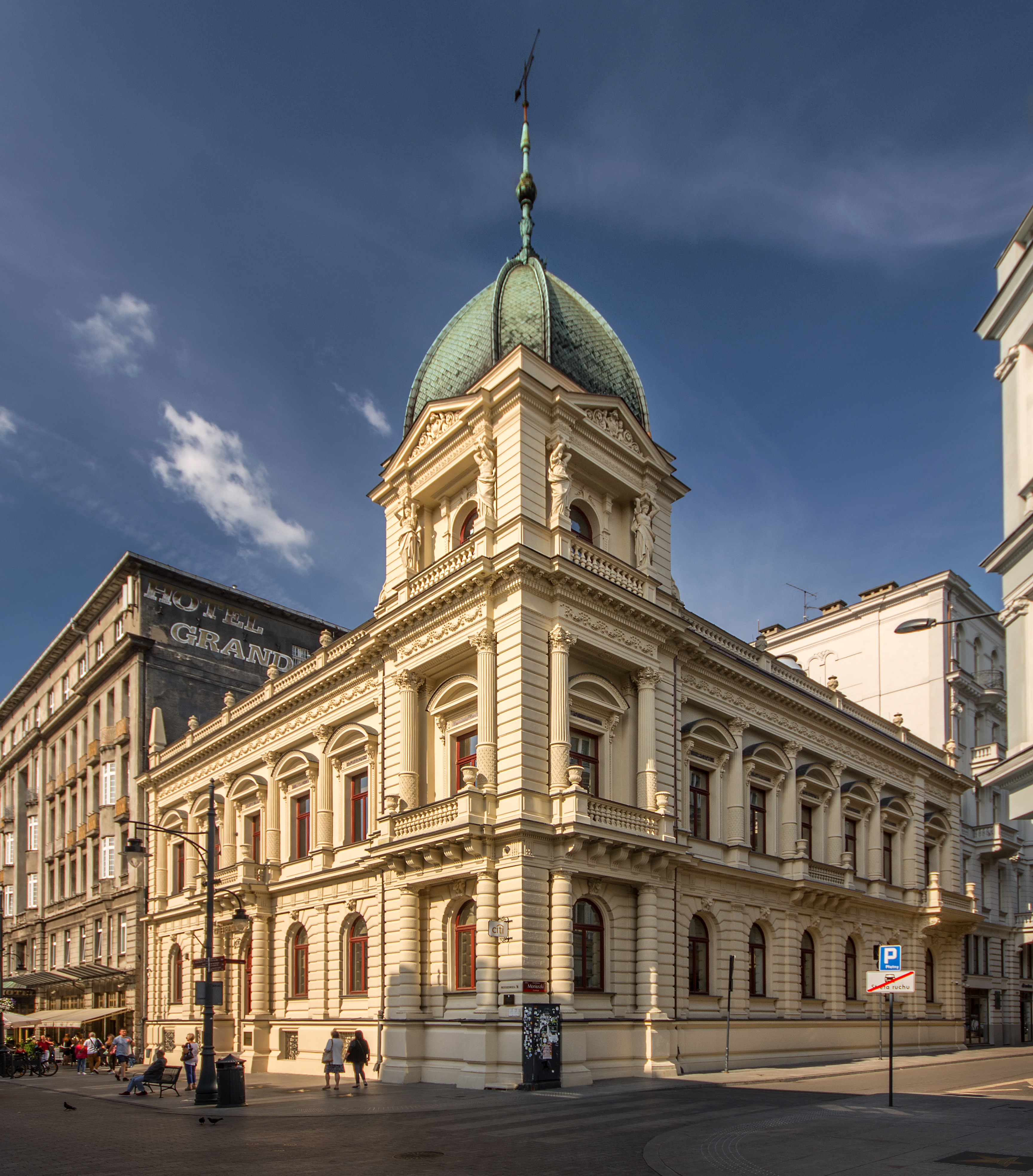
Nhà Geyer Ludwik
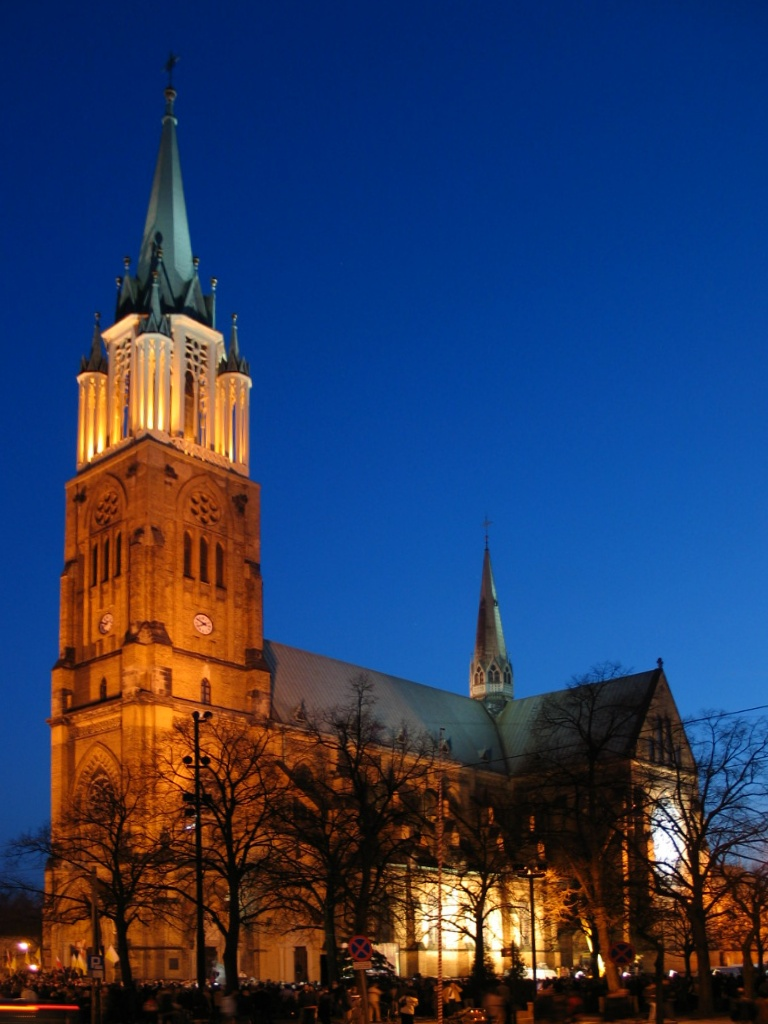
Nhà thờ chính tòa thánh đường St. Stanislaus Kostka
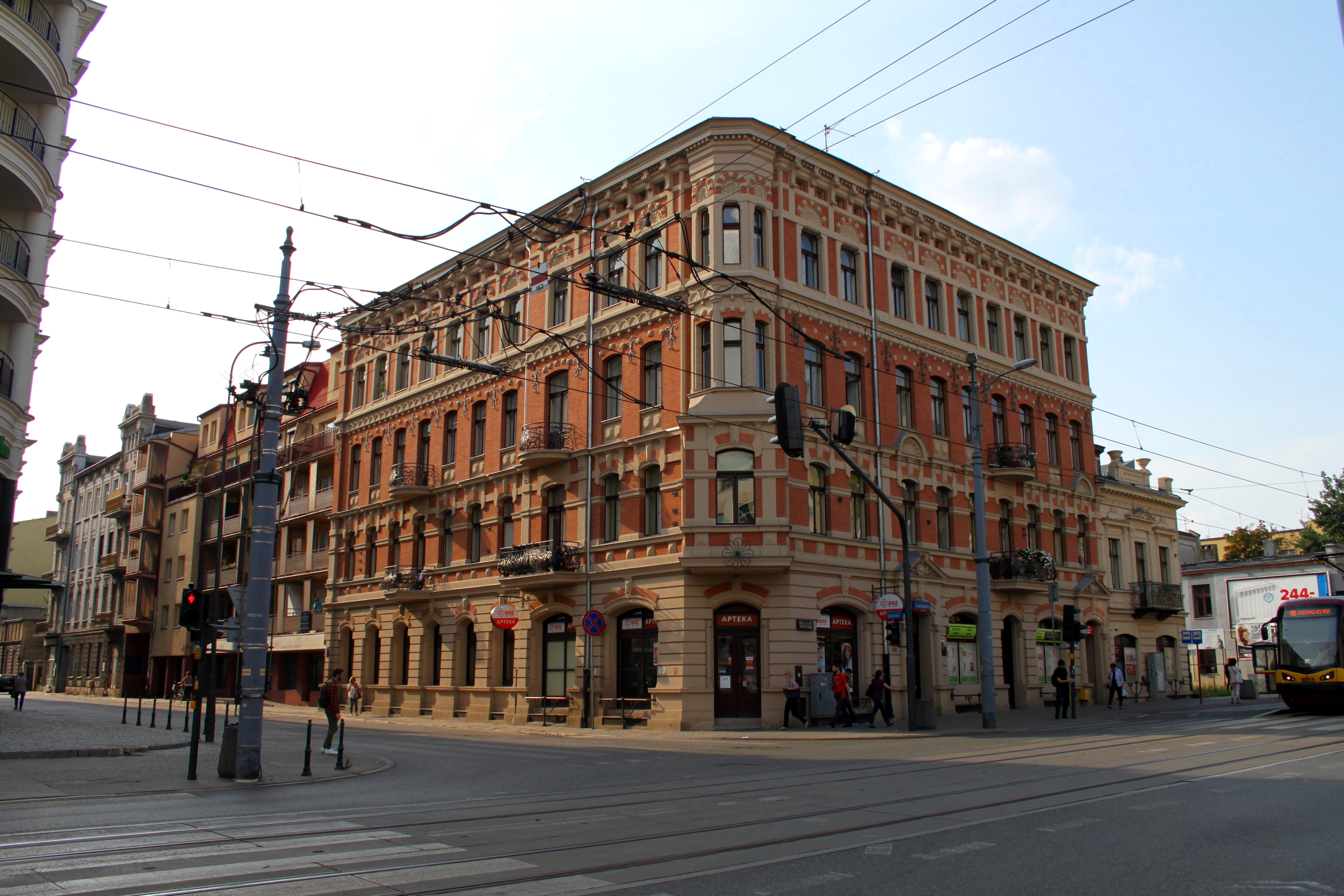
Chung cư của Schmidts với một trong những nhà thuốc lâu đời nhất trong thành phố (ul. Piotrkowska 225)
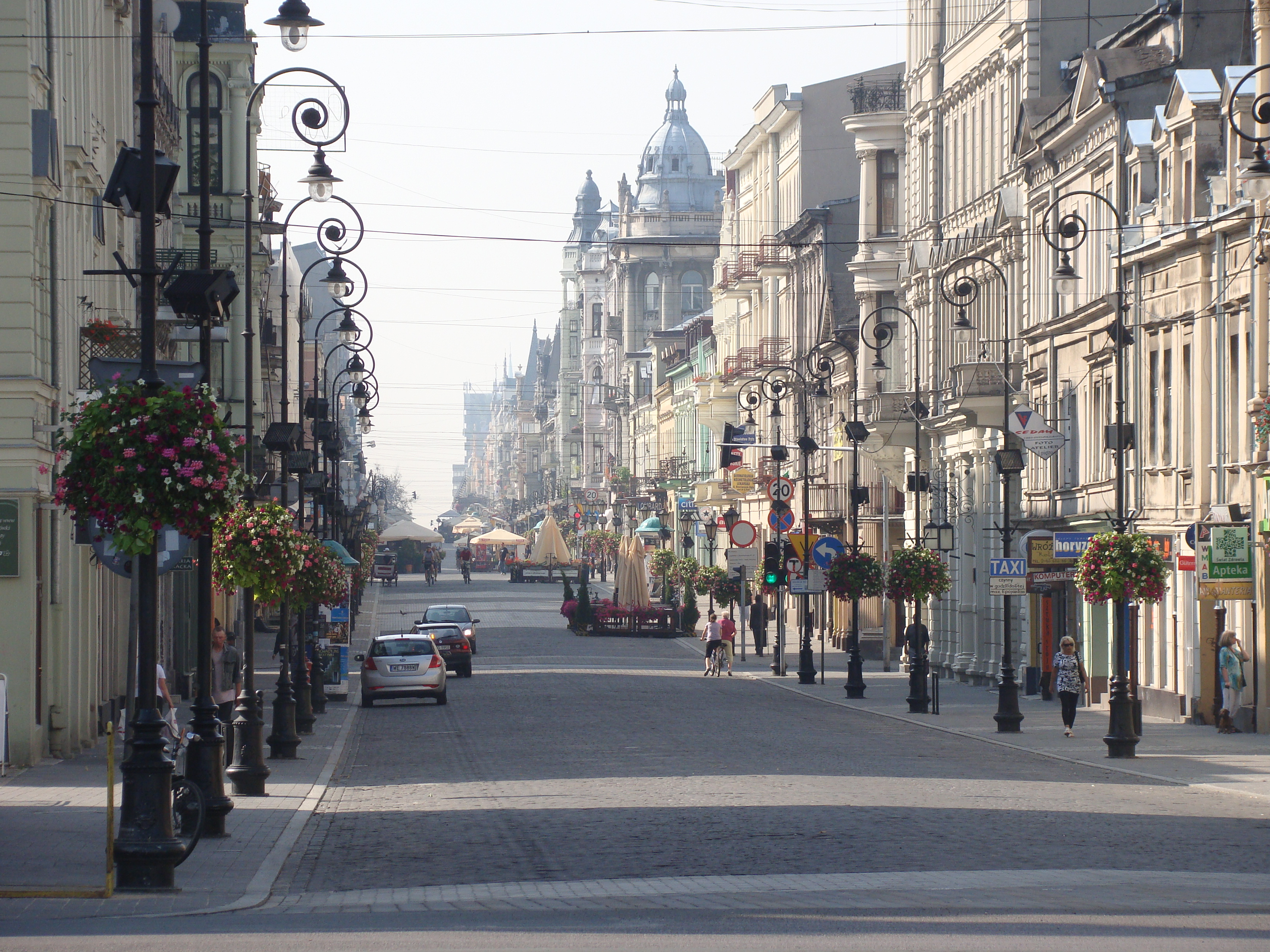
đường Piotrkowska năm 2011
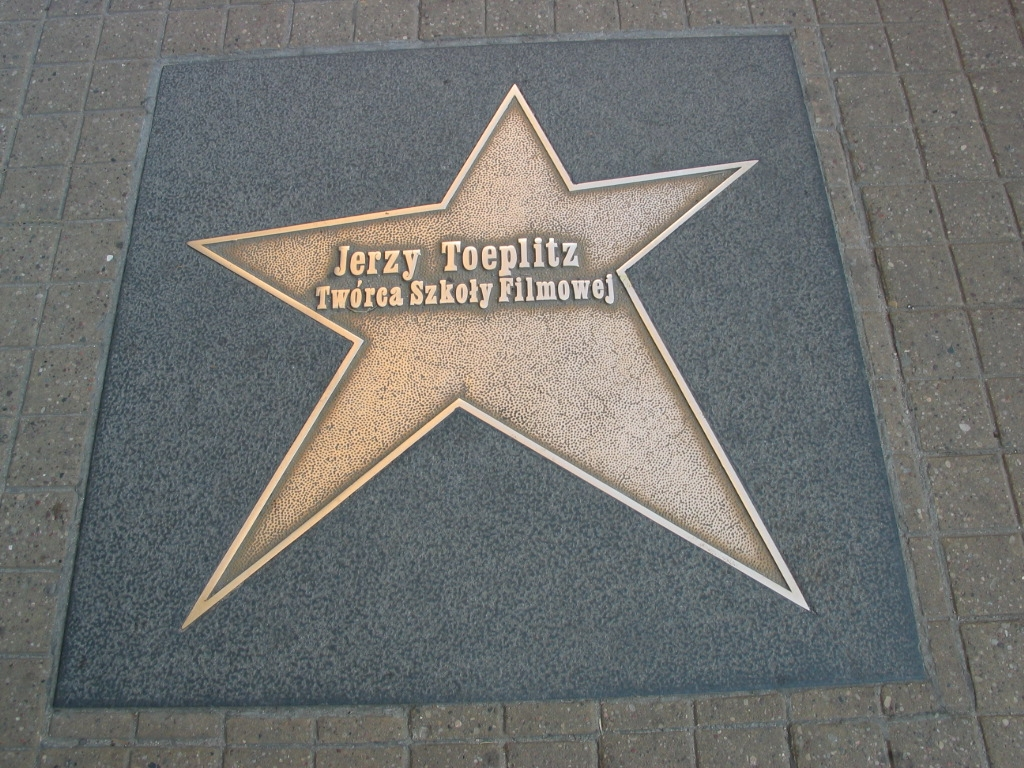
đường Piotrkowska còn được gọi là "Đại lộ danh vọng".
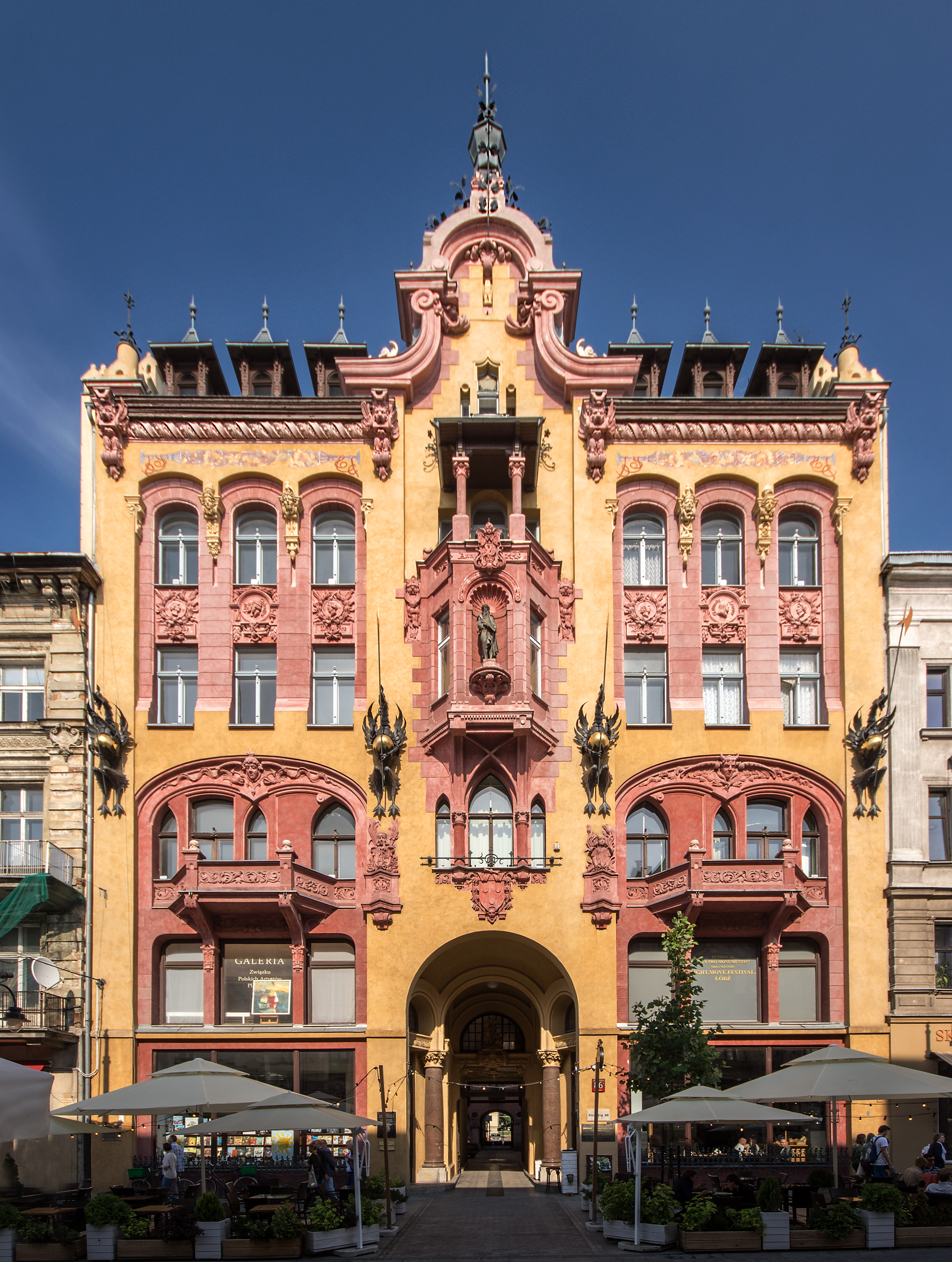
Home Gutenberg - một trong những khu nhà nổi tiếng nhất ở Łódź
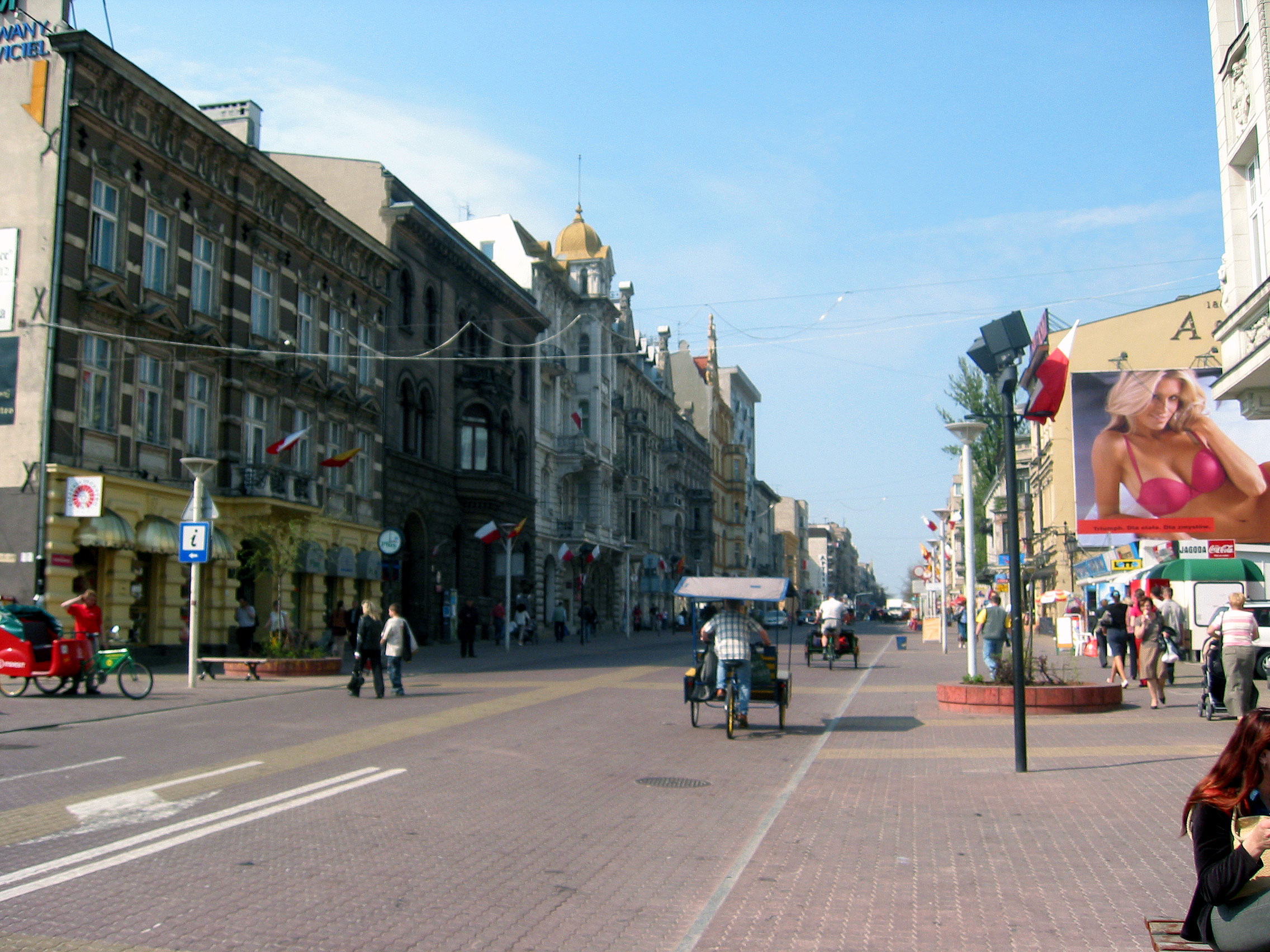
Rikshas
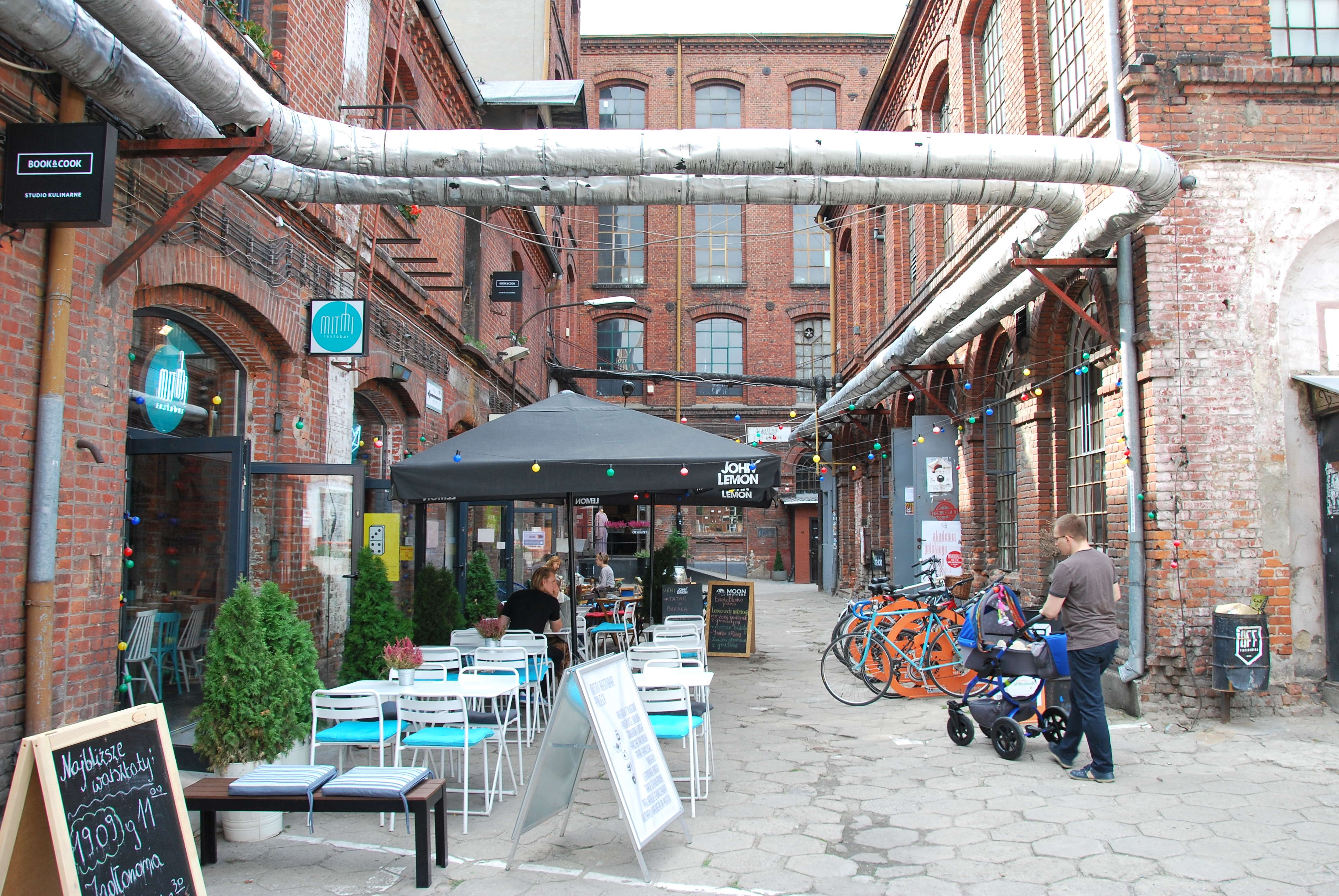
Cuối trung tâm Piotrkowska
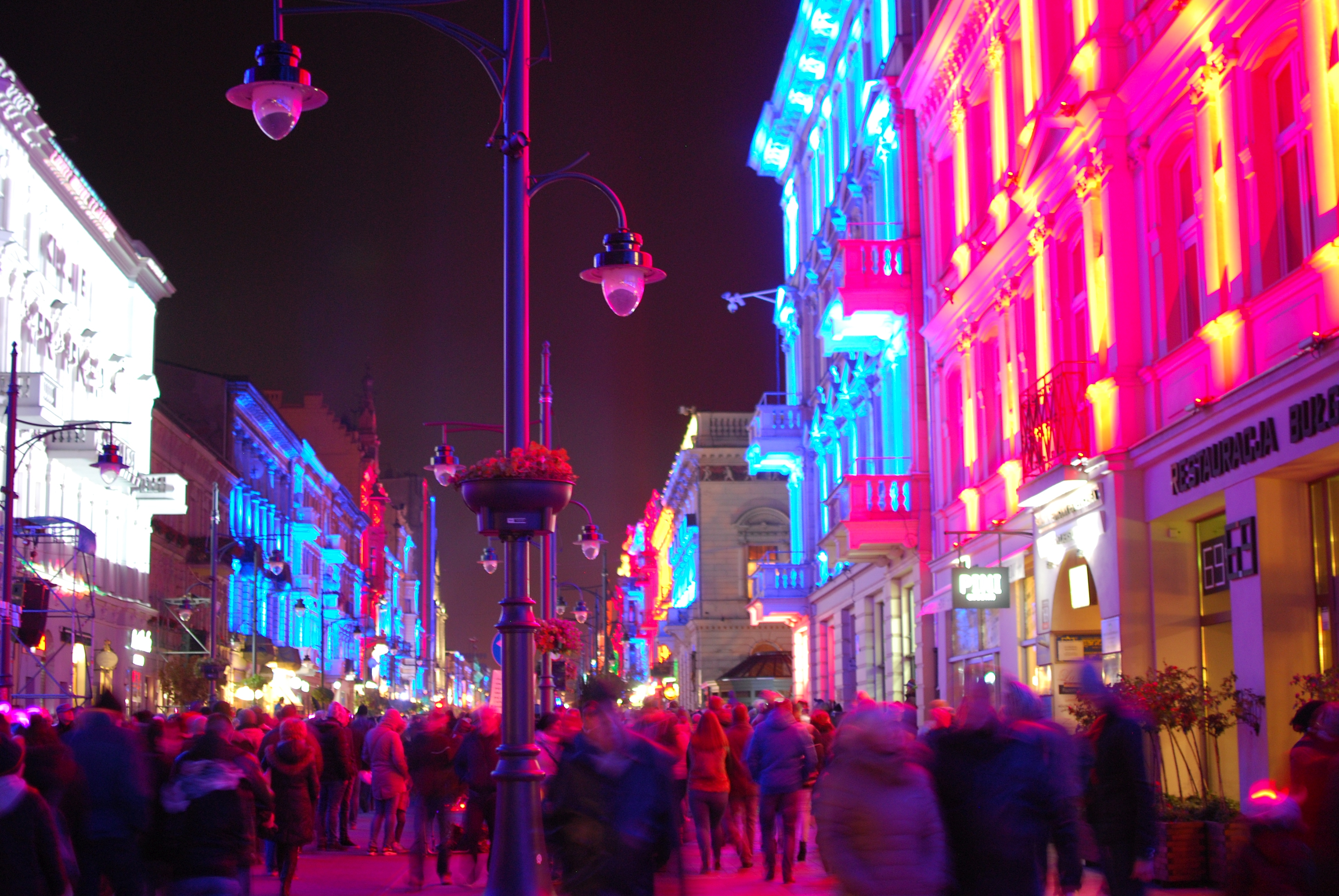
Lễ hội Light Move 2015
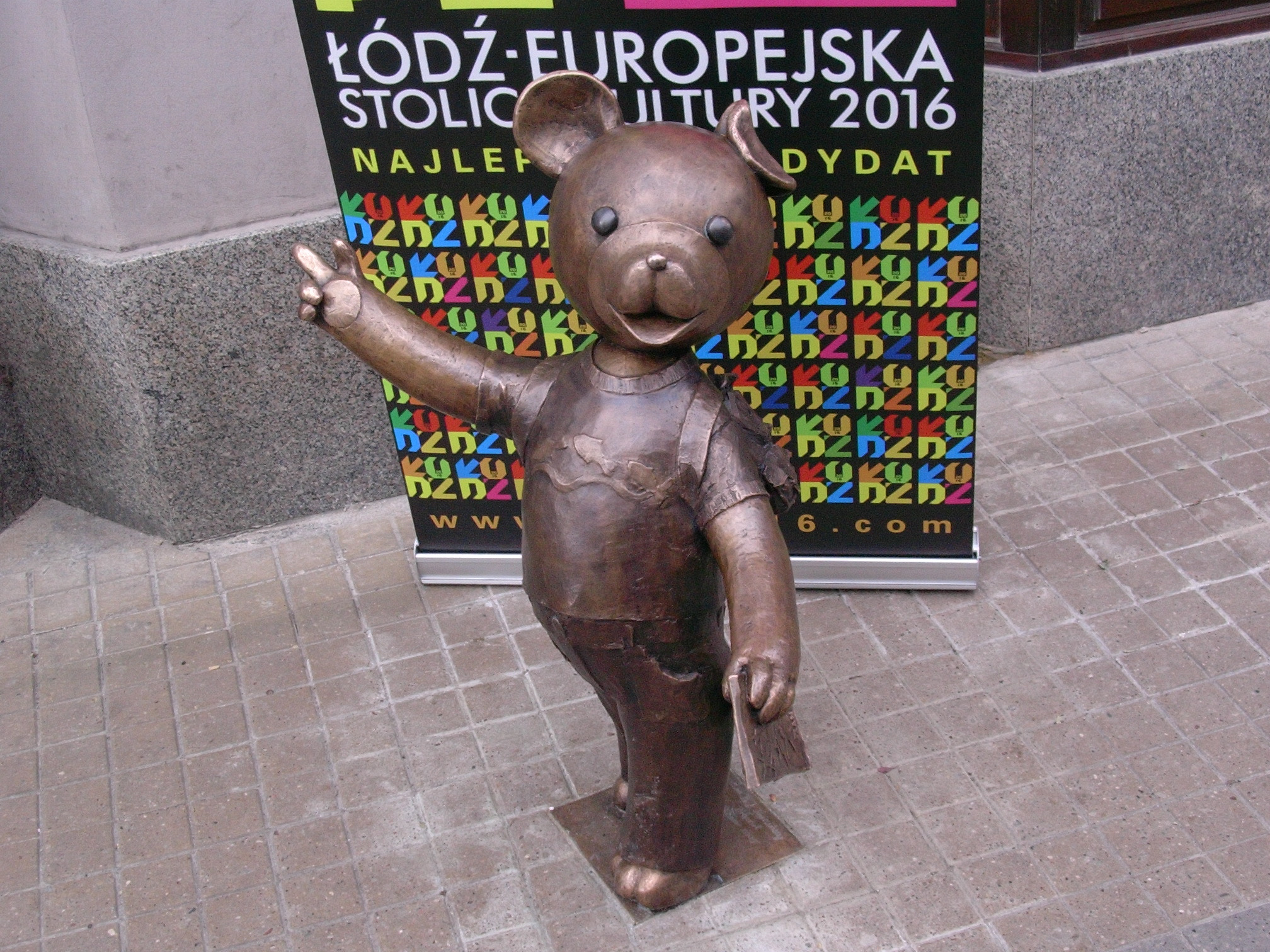
Tác phẩm điêu khắc của Miś Uszatek (ul. Piotrkowska 87, Trung tâm thông tin du lịch)
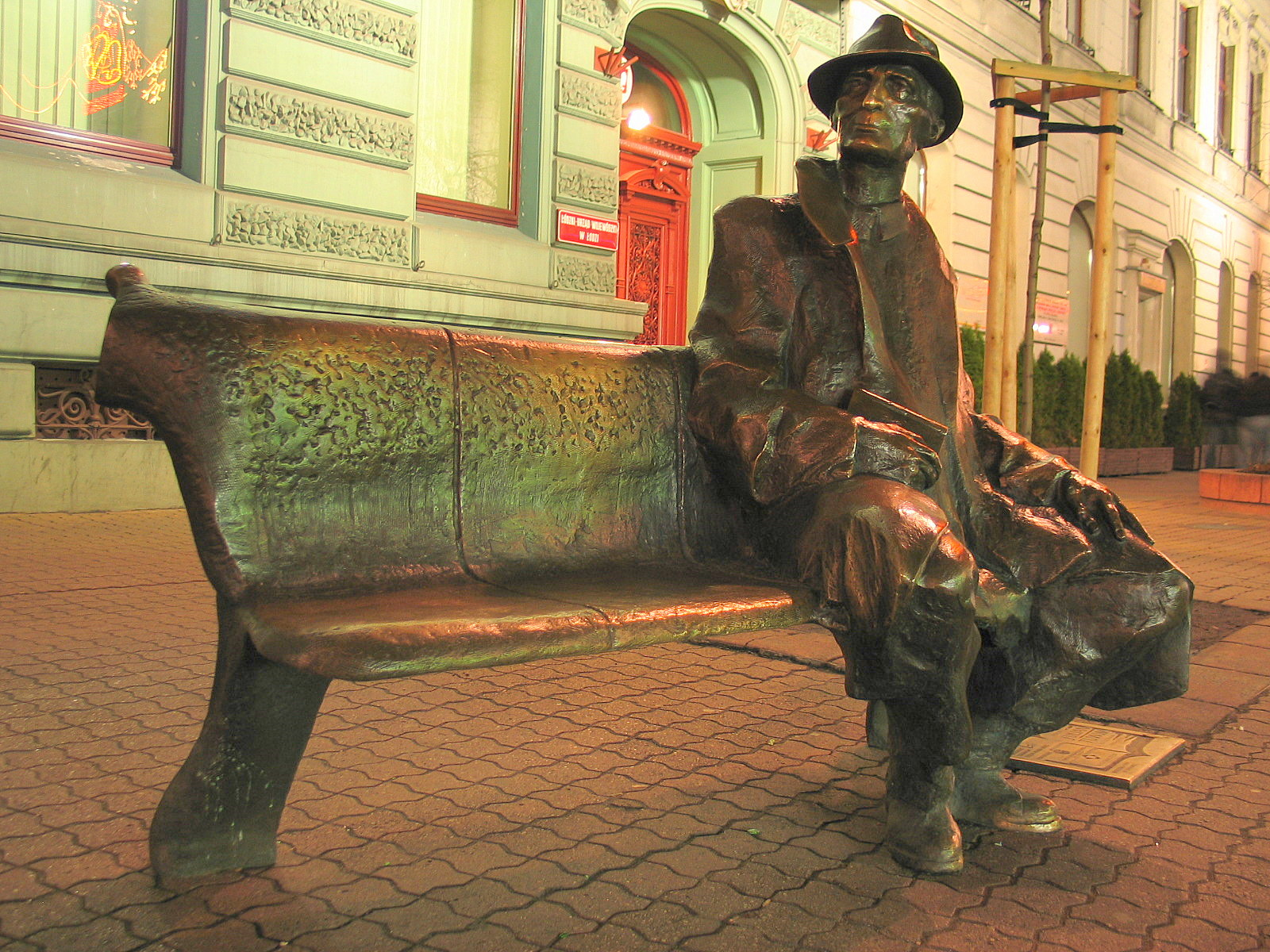
Tượng đài Julian Tuwim
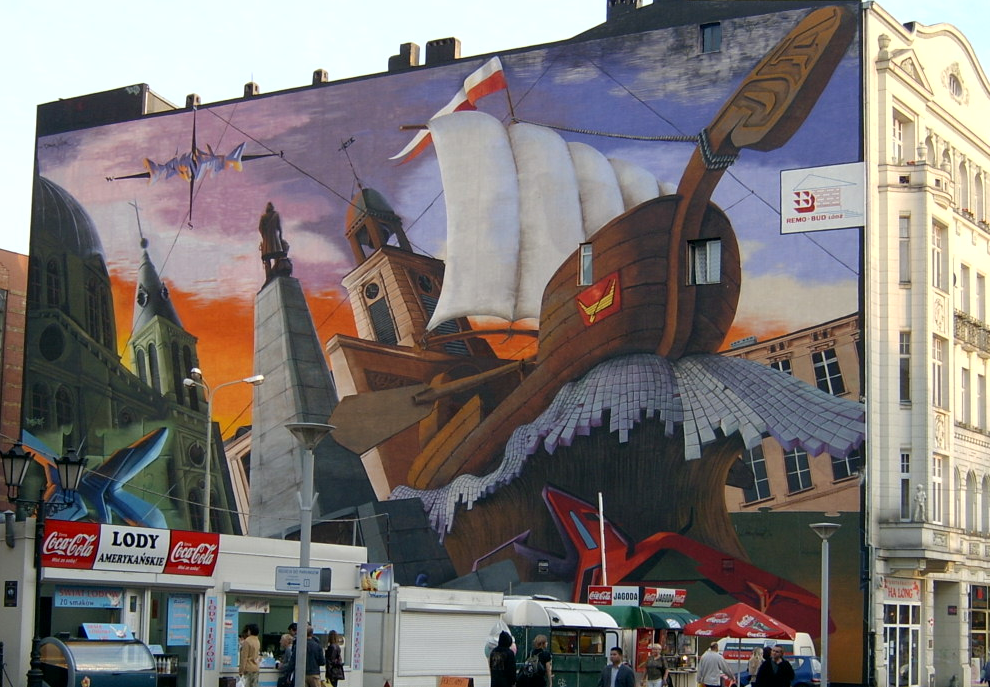
Bức tranh tường
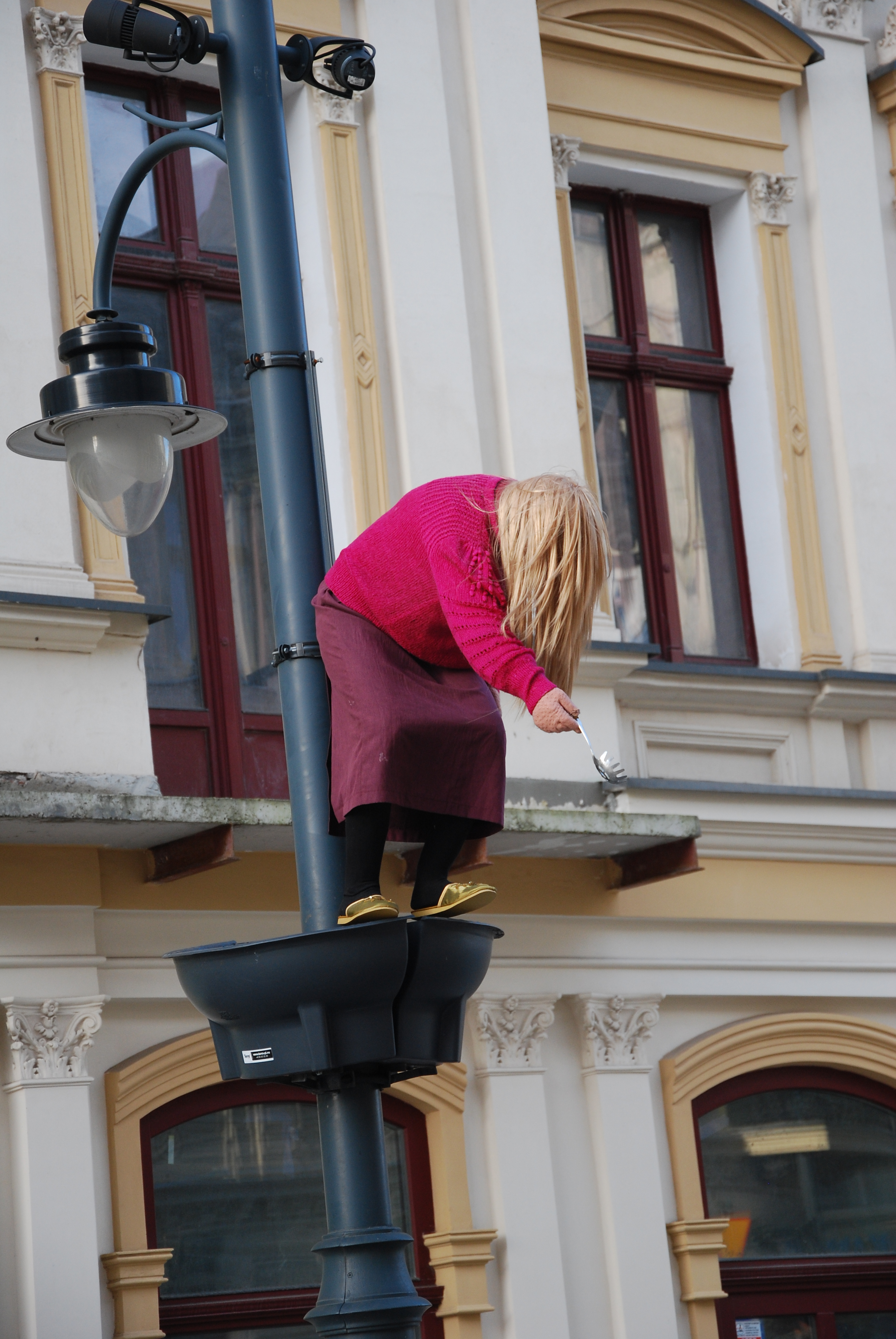
Nghệ thuật đường phố trên Piotrkowska (của Mark Jenkins)